# New Jersey megyéinek listája
Az amerikai New Jersey államban 21 megye található.

## A megyék listája
| Név              | Főváros           | Alapítása  | Névadó                                 | Terület (km²) | Népesség | Kép | Helyjelölő térkép |
| ---------------- | ----------------- | ---------- | -------------------------------------- | ------------- | -------- | --- | ----------------- |
| Atlantic megye   | Hamilton Township | 1837-02    | Atlanti-óceán                          | 1739          | 274534   |     |                   |
| Bergen megye     | Hackensack        | 1683-03-07 | Bergen Township                        | 639           | 955732   |     |                   |
| Burlington megye | Mount Holly       | 1694       | Bridlington                            | 2122          | 461860   |     |                   |
| Camden megye     | Camden            | 1844-03-13 | Charles Pratt, 1st Earl Camden         | 589           | 523485   |     |                   |
| Cape May megye   | Middle Township   | 1685       | Cornelius Jacobsen May                 | 1607          | 95263    |     |                   |
| Cumberland megye | Bridgeton         | 1748-01-30 | Vilmos cumberlandi herceg              | 1752          | 154152   |     |                   |
| Essex megye      | Newark            | 1683-03-07 | Essex                                  | 336           | 863728   |     |                   |
| Gloucester megye | Woodbury          | 1686       | Gloucester                             | 873           | 302294   |     |                   |
| Hudson megye     | Jersey City       | 1840-02-22 | Henry Hudson                           | 162           | 724854   |     |                   |
| Hunterdon megye  | Flemington        | 1714       | Robert Hunter (colonial administrator) | 1134          | 128947   |     |                   |
| Mercer megye     | Trenton           | 1838       | Hugh Mercer                            | 593           | 387340   |     |                   |
| Middlesex megye  | New Brunswick     | 1683-03-07 | Middlesex                              | 835           | 863162   |     |                   |
| Monmouth megye   | Freehold Borough  | 1683-03-07 | Monmouthshire                          | 1723          | 643615   |     |                   |
| Morris megye     | Morristown        | 1739       | Lewis Morris                           | 1247          | 509285   |     |                   |
| Ocean megye      | Toms River        | 1850       | Atlanti-óceán                          | 2372          | 637229   |     |                   |
| Passaic megye    | Paterson          | 1837-02-07 |                                        | 510           | 524118   |     |                   |
| Salem megye      | Salem             | 1694       |                                        | 965           | 64837    |     |                   |
| Somerset megye   | Somerville        | 1688       | Somerset                               | 790           | 345361   |     |                   |
| Sussex megye     | Newton            | 1753-06-08 | Sussex                                 | 1388          | 144221   |     |                   |
| Union megye      | Elizabeth         | 1857       | Unió                                   | 273           | 575345   |     |                   |
| Warren megye     | Belvidere         | 1824       | Joseph Warren                          | 362.86        | 109632   |     |                   |